# Kiefen
Kiefen ist ein Ortsteil der Gemeinde Waddeweitz im niedersächsischen Landkreis Lüchow-Dannenberg.
Das Reihendorf liegt einen halben Kilometer südöstlich von Waddeweitz und südlich der B 493.

## Geschichte
Für das Jahr 1848 wird angegeben, dass Kiefen 17 Wohngebäude hatte, in denen 106 Einwohner lebten. Zu der Zeit war der Ort nach Zebelin eingepfarrt, wo sich auch die Schule befand.
Am 1. Dezember 1910 hatte Kiefen 95 Einwohner und war eine eigenständige Gemeinde im Kreis Lüchow.